# Cauchy–Hadamard-tétel
A Cauchy–Hadamard-tétel a komplex hatványsorok konvergenciasugaráról szól.
Jelölje R a {\displaystyle \liminf _{n\to \infty }{\frac {1}{\sqrt[{n}]{|a_{n}|}}}} nem negatív valós számot.
Ekkor a {\displaystyle \sum _{n=0}^{\infty }a_{n}z^{n}} hatványsor abszolút konvergens az (esetleg elfajult) { |z| < R } körben, minden kicsit kisebb { |z| < r } r < R körben egyenletesen is konvergens, és divergens |z| > R -re.

## Alkalmazások és következmények
A tétel segítségével belátható, hogy az exponenciális függvény hatványsora mindenütt konvergál a komplex síkon:
{\displaystyle R=\liminf _{n\to \infty }{\frac {1}{\sqrt[{n}]{|{\frac {1}{n!}}|}}}=\infty }
A tétel megmagyarázza, hogy miért nem konvergál az {\displaystyle {\frac {1}{1+x^{2}}}} valós függvény hatványsora a (−1, 1) intervallumon kívül. Ugyanis a komplex számsíkra kiterjesztve a függvény hatványsora nem konvergálhat nagyobb körben, hiszen a függvénynek pólusa van i-ben.
A Cauchy–Hadamard-tétellel belátható, hogy a hatványsorba fejthető függvények akárhányszor differenciálhatóak, és az n-edik deriváltjuk megkapható a hatványsor formális n-edik deriváltjaként. A tétel következményeként adódik a hatványsor egyértelműsége is.

## Bizonyítás
Legyen r0 olyan, hogy {\displaystyle |a_{n}|r_{0}^{n}\leq M} egy véges M nem negatív valós számra. Másként
{\displaystyle r_{0}\leq {\frac {\sqrt[{n}]{M}}{\sqrt[{n}]{|a_{n}|}}}.}
Határátmenettel
{\displaystyle r_{0}\leq \liminf _{n\to \infty }{\frac {1}{\sqrt[{n}]{|a_{n}|}}}}
Az egyenlőtlenség a felső határra is fennáll, tehát
{\displaystyle R\leq \liminf _{n\to \infty }{\frac {1}{\sqrt[{n}]{|a_{n}|}}}}
Legyen most
{\displaystyle 0\leq r_{0}<\liminf _{n\to \infty }{\frac {1}{\sqrt[{n}]{|a_{n}|}}}.}
Ekkor az alsó határérték definíciója szerint
{\displaystyle r_{0}<{\frac {1}{\sqrt[{n}]{|a_{n}|}}},}
ebből
{\displaystyle |a_{n}|r_{0}^{n}<1,} ha n elég nagy.
{\displaystyle |a_{n}|r_{0}^{n}} korlátos, tehát van ilyen M, és így {\displaystyle r_{0}\leq R.} r0-lal az alsó határértékhez (limesz inferiorhoz) tartva adódik az állítás első felének megfordítása.